# Humphry Davy

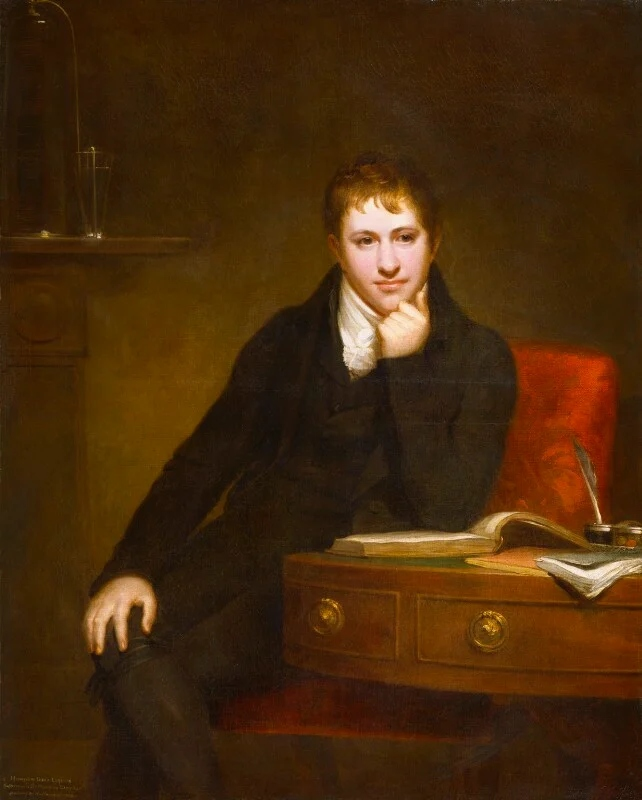
Humphry Davy, pictură aflată la National Portrait Gallery

Humphry Davy (n. 17 decembrie 1778, Penzance, Anglia, Regatul Marii Britanii – d. 29 mai 1829, Geneva, Geneva, Elveția) a fost un inventator și chimist britanic. 
Cea mai importantă contribuție a lui este descoperirea metalelor potasiu, sodiu, calciu, bariu, magneziu și metaloidul bor. De asemena, a folosit pilă voltaică pentru a studia electroliza, iar în 1815 a inventat o lampă pentru mineri. A ajutat și la descoperirea clorului și a iodului. Berzelius a numit lucrarea sa din 1806 On Some Chemical Agencies of Electricity drept una din cele mai bune memorii apărute vreodată în teoria chimică. 
I-a influențat pe Michael Faraday și pe William Thomson. S-a născut în Anglia și a murit la Geneva.

## Legături externe
- Pratt, Anne (1841). „Sir Humphrey Davy”. Dawnings of Genius. London: Charles Knight and Company. (Davy's first name is spelled incorrectly in this book.)
- Lucrări de Humphry Davy la Proiectul Gutenberg
- Opere de sau despre Humphry Davy la Internet Archive
- The Collected Works of Humphry Davy
- Journal of a Tour made in the years 1828, 1829, through Styria, Carniola, and Italy, whilst accompanying the late Sir Humphry Davy by J. J. Tobin (1832)
- Humphry Davy, Poet and Philosopher by Thomas Edward Thorpe, New York: Macmillan, 1896
- Young Humphry Davy: The Making of an Experimental Chemist by June Z. Fullmer, Philadelphia: American Philosophical Society, 2000
- BBC – Napoleon's medal 'cast into sea'